# Cuvee
Het woord cuvée komt vanuit het Frans. Vrij vertaald betekent cuvée 'tank'. Aan het gebruik van de benaming cuvée zijn geen regels verbonden. De benaming cuvée verwijst naar het mengen van wijn van verschillende druivenrassen. 
In Frankrijk is cuvée de most die bij de eerste persing van druiven wordt gewonnen. De most van de tweede persing heet de taille. In de Champagne wordt de 2050 liter most, die bij de eerste persing uit een marc (4000 kilo) druiven wordt geperst, de cuvée genoemd.
In Hongarije en Kroatië wordt met de term cuvee die wijn aangeduid, die is samengesteld uit twee of meer apart gemaakte wijnen van dezelfde kleur, dus een assemblage-wijn. Als de druiven van verschillende rassen worden samengevoegd voor de gisting heet de wijn vegyes bor (= gemengde wijn). Uit witte en blauwe druiven gemaakte wijn wordt in Hongarije wel siller of Schiller genoemd.